# Machine Gun Kelly
George Kelly Barnes (Memphis, 18 de julio de 1895-Leavenworth, 17 de julio de 1954) conocido por el alias de  Machine Gun Kelly, fue un gánster estadounidense, activo durante la época de la ley seca en los Estados Unidos. Su apodo provino de su arma favorita, el subfusil Thompson. Es conocido por el secuestro del magnate petrolero y empresario Charles Frederick Urschel en julio de 1933, por el cual él y su banda cobraron un rescate de 200.000 dólares de la época. Urschel había recopilado y dejado pruebas considerables que contribuyeron a la posterior investigación del FBI, que finalmente condujo al arresto de Kelly en Memphis el 26 de septiembre de 1933. Entre sus delitos, también se encontraban el contrabando de alcohol y el robo a mano armada.

## Inicios
La primera señal de problemas de Kelly se produjo cuando se inscribió en la Universidad Estatal de Mississippi para estudiar agricultura en 1917. Desde el principio, Kelly fue considerado un estudiante pobre y su calificación más alta (una C+) se otorgaba por una buena higiene física. Estaba constantemente en problemas con la facultad y pasó gran parte de su carrera académica tratando de compensar los deméritos que se había ganado. Fue durante este tiempo que Kelly conoció a una joven llamada Geneva Ramsey. Kelly rápidamente se enamoró de Geneva y tomó la decisión abrupta de dejar la escuela y casarse.

## Primeros años
Durante la era de la Prohibición de las décadas de 1920 y 1930, Kelly trabajó como contrabandista para sí mismo y como colega. Después de un corto tiempo y varios enfrentamientos con la policía local de Memphis, decidió dejar la ciudad y dirigirse al oeste con su novia. Para proteger a su familia y escapar de los agentes del orden, cambió su nombre a George R. Kelly. Continuó cometiendo delitos menores y contrabando. Fue arrestado en Tulsa, Oklahoma, en 1928, por contrabando de licor en una reserva de nativos americanos, y sentenciado a tres años en la Penitenciaría de Leavenworth, Kansas, a partir del 11 de febrero de 1928. Según los informes, fue un recluso modelo y fue liberado antes de tiempo. Poco tiempo después, Kelly se casó con Kathryn Thorne, una criminal experimentada que compró la primera ametralladora de Kelly e insistió, a pesar de su falta de interés en las armas, en que realizara prácticas de tiro en el campo. Ella también hizo todo lo posible para familiarizar su nombre dentro de los círculos clandestinos del crimen.
Según Persons in Hiding, un libro de 1938 del director del FBI, J. Edgar Hoover, Kelly trabajó con Kathryn y Eddie Doll en el secuestro de un rico fabricante en South Bend, Indiana, por un rescate de 50.000 dólares. Se hicieron afirmaciones similares en varios artículos de American Magazine de 1937 en coautoría con Hoover. Si bien Hoover decidió no nombrar a la víctima ni en su libro ni en los artículos de la revista, las historias de los periódicos locales sobre las afirmaciones de Hoover asumieron que se refería al secuestro de Howard Arthur Woolverton el 26 de enero de 1932. Woolverton fue liberado ileso después de menos de 24 horas en cautiverio, y el crimen fue esencialmente olvidado en las décadas siguientes, pero su secuestro fue ampliamente informado en ese momento y resultó ser histórico, caracterizado por los informes contemporáneos como un punto de inflexión en el creciente secuestro de Estados Unidos. El New York Daily News calificó su secuestro de "espectacular", afirmó que "por su descarada audacia (no) no tiene paralelo", y sugirió que tales crímenes "representan un desafío para la sociedad organizada". El secuestro de Woolverton revivió la consideración de Lindbergh Law en el Congreso y generó varios proyectos periodísticos distribuidos a nivel nacional que buscaban tomar la medida completa de la creciente ola de delincuencia, y que describían el secuestro como una amenaza para todos los estadounidenses. La finalización de estos proyectos (incluida una serie de 16 partes en el Daily News), estuvo lista para su publicación a los pocos días del secuestro de Charles Lindbergh Jr. el 1 de marzo de 1932, lo que significa que el secuestro del bebé no se presentó como un solo crimen, sino como parte de un creciente problema nacional.

## Muerte
Machine Gun Kelly pasó los 21 años restantes en prisión. Durante su tiempo en Alcatraz, recibió el apodo de "Pop Gun Kelly". 
Según su compañero de prisión Dale Stamphill, el apodo se originó porque "contaba historias de peces gordos. Los estafadores lo llamaban 'Pop Gun Kelly' por las pistolas de corcho que eran populares entre los niños... los muchachos no lo tomaban en serio..." Esto puede deberse al hecho de que, además de sus cuentos exagerados, Kelly era un prisionero modelo y no actuaba como el gángster brutal que su esposa, los medios de comunicación y el FBI habían hecho creer que era.
Pasó 17 años en Alcatraz como el recluso número 117, trabajando en las industrias penitenciarias, sin dejar de alardear y exagerar sus escapadas pasadas a otros reclusos, y fue transferido silenciosamente de regreso a Leavenworth en 1951. 
Murió de un ataque al corazón en Leavenworth el 18 de julio de 1954, el día después de su 59 cumpleaños, y fue enterrado en el cementerio de Cottondale Texas en la parcela familiar del padrastro de Kathryn Kelly con una pequeña lápida marcada "George B. Kelley 1954". 
Kathryn Kelly fue liberada de prisión en 1958 y vivió en relativo anonimato en Oklahoma bajo el nombre falso de "Lera Cleo Kelly" hasta su muerte en 1985 a la edad de 81 años.

## Aparece en
- Atkins, Ace (2010). Infamous. G.P. Putnam's Sons.
- Hamilton, Stanley (2003). Machine Gun Kelly's Last Stand. University Press of Kansas. ISBN 978-0-7006-1247-5.
- Kirkpatrick, E.E. (1934). Crimes' Paradise (1st edición). San Antonio, Texas: The Naylor Company.
- Urschel, Joe (2016). The Year of Fear:Machine Gun Kelly and the Manhunt That Changed the Nation. Minotaur Books. ISBN 978-1-250-10548-6.